# Traumapädagogik
Traumapädagogik (Trauma von altgriech. τραῦμα „Wunde“, Pädagogik von griechisch παιδαγωγία „Erziehung, Unterweisung“) wird als Sammelbegriff für die pädagogischen Ansätze und Methoden bei der Arbeit mit Kindern und Jugendlichen, insbesondere in der stationären Kinder- und Jugendhilfe, bezeichnet. Traumapädagogik entwickelte sich aus der Zusammenarbeit von Therapie und Pädagogik. Das Konzept versucht Wissen und Erkenntnissen der Erziehungswissenschaften, der Psychotraumatologie, der Bindungstheorie, der Resilienzforschung und der Traumatherapie orientiert und postuliert, dass das Wissen um Traumata ein sehr hilfreiches Element der Pädagogik ist, besonders mit herausfordernden Jugendlichen. Die Traumapädagogik transferiert psychologisches Wissen in das pädagogische Feld. Ziel der Traumapädagogik ist die emotionale und soziale Stabilisierung von Kindern und Jugendlichen. Grundlage hierfür ist ein positives Verständnis der Person. Zentral ist die Annahme eines "guten Grundes" für das herausfordernde Verhalten. Angestrebt wird die Schaffung eines sicheren Ortes mit verlässlichen und vertrauensvollen Beziehungen. Dabei spielen die Erarbeitung eines Verständnis und der Aufbau von Vertrauen und die Unterstützung bei der Bewältigung von traumatischen Ereignissen eine wichtige Rolle.

## Abgrenzung
Traumapädagogik stellt ein pädagogisches Konzept der Pädagogik in der Arbeit mit Kindern und Jugendlichen dar. Sie ist orientiert an psychologischer Traumatheorie, das Verhalten von betreuten Personen zu verstehen. Es bedarf keines psychologischen Therapiesettings und ist auch keine konkrete Vorgehensweise in Konfliktsituationen mit Kindern und Jugendlichen.

## Entstehung & Geschichte
Die Geschichte der Traumapädagogik ist aus Erkenntnissen der Psychotherapie und auf die Geschichte der Heilpädagogik zurückzuführen. In den USA erschien "Father-Daughter Incest", 1981 von Judith Herman, welche seit den 70er Jahren zur vergessenen Theorie des Trauma geforscht hatte. 1992 erschien das Buch von Judith Herman "Trauma and Recovery" welches ihre Therapeutischen Erfahrungen schildert mit dem Traumaansatz Frauen zu helfen. Dieses Konzept wurde in Deutschland auf therapeutische Wohngruppen für Mädchen, welche sexuelle Gewalt erlebt hatten, im Zuge der Reform der Jugendhilfe, übertragen.
In Deutschland gab es ab Mitte der 80er Jahre Seminare für Traumapädagogik. Diese Seminare vereinten Wissen aus der Heilpädagogik mit Wissen aus der Psychotherapie und Psychotraumatologie und dienten der Verbesserung der Kinder- und Jugendhilfe. 1990 wurde u. a. das Institut für Traumapädagogik und -therapie gegründet.
Vier Gründe, die zur Entstehung der Traumapädagogik geführt haben:
1. Geschichte der Heimerziehung: Die Geschichte der Heimerziehung im 20. Jahrhundert ist häufig von Gewalt und erneuten Retraumatisierungen bestimmt. Traumapädagogik versteht sich somit als Gegner jeglicher zwischenmenschlicher und institutioneller Gewalt.
2. Bereits in den Klassikern der pädagogischen Fachliteratur werden Verhaltensweisen von Kindern beschrieben, die denen der traumatisierten Stressreaktion ähneln. Traumapädagogik greift somit altes Wissen neu auf.
3. Der interdisziplinäre Diskurs: Neue Erkenntnisse aus der Neurophysiologie und der Psychotraumatologie haben zu neuen Methoden und Diskussionen in der Pädagogik geführt, da diese sich als offene Disziplin versteht.
4. Die „Wirklichkeit“ in der stationären Jugendhilfe: Interdisziplinäre Zusammenarbeit fördert die Unterstützung der Kinder und führt dazu, dass Verantwortung zwischen Pädagogik und Psychotherapie oder Psychiatrie klarer gestaltet wurde. Es fördert Dialog und konstruktive Zusammenarbeit.[1]

Zudem wurde die Bundesarbeitsgemeinschaft für Traumapädagogik (BAG-TP) gegründet.
Bedeutende Beiträge waren aus der Schweiz von Marc Schmid u. a. "Brauchen wir eine Traumapädagogik?" 2007 und Silke B. Gahleitner u. a. "Träumapädagogik" aus Berlin. Auch Alexander Korrittko aus Hannover "Posttraumatische Belastungsstörungen bei Kindern und Jugendlichen" Beitrag 2017 und 2021 leistet einen guten Beitrag zum Verständnis einer traumorientierten Pädagogik.

## Wirkungsweise und Hintergründe
Traumatisierung kann das gesamte Leben eines Menschen beeinflussen. Nicht selten entwickeln Menschen nach Erlebnissen, welche sie energetisch nicht bewältigen können. Eine Traumatisierung, diese kann sich weiter eine posttraumatische Belastungsstörung (PTBS) manifestiere. Menschen mit traumatischen Erfahrungen haben zum Teil ein herausforderndes Verhalten. Elemente dieses können sein: eine verminderte Stresstoleranz, Hochrisikoverhalten, Bindungsprobleme, Probleme der Emotionsregulation und Impulskontrolle, sowie weitere Symptome einer PTBS. All dies kann zu einer immensen Einschränkung der Lebensqualität führen und kann Verhaltensmuster hervortreten lassen, die irrational und unverständlich erscheinen. Diese herausfordernden Verhaltensweisen können die Person stark einschränken und kann den Umgang mit anderen Menschen erheblich beeinträchtigen und stark belasten. Kinder und Jugendliche in stationären Einrichtungen haben in der Regel traumatisierende Lebensereignisse erlebt und bringen in der Regel Probleme und einschränkende Verhaltensweisen mit sich. Allein das Erlebnis, dass die versorgenden Eltern ihrer Verantwortung nicht gerecht werden konnten, ist außerordentlich belastend für ein relativ hilfloses Kind. Für pädagogische Fachkräfte stellt das herausfordernde Verhalten eine enorme Herausforderung und Belastung dar. Nicht nur gilt es, den Kindern und Jugendlichen adäquat bei der Auf- und Verarbeitung ihrer Traumata zu helfen, sondern auch der eigenen Überlastung entgegenzusteuern.
Traumapädagogik versucht, die Verhaltensweise von traumatisierten Kindern und Jugendlichen zu verstehen, neue Sichtweisen zu eröffnen und neue Handlungsweisen aufzuzeigen. In der traumapädagogischen Arbeit entwickelt das Personal wieder eine Selbstwirksamkeit durch die Wirksamkeit der Heilung durch Gespräche. Das bedeutet eine Reduktion von Gefühlen der Hilflosigkeit und Unwirksamkeit beim Personal. Die Klienten werden angeleitet, ihr eigenes Verhalten zu verstehen und bekommen Alternativen zu ihrem Verhalten vermittelt. Daraus ergibt sich die Möglichkeit, bisherige Verhaltensmuster aufzubrechen und neue Handlungsmuster zu entwickeln. Traumapädagogik führt zu einer wesentlichen Entlastung aller Beteiligten im pädagogischen Alltag.

## Techniken
Traumapädagogik priorisiert die Selbstwirksamkeit/-bemächtigung der Kinder und Jugendlichen. Hierbei kann man zwischen zwei Wirkungsebenen unterscheiden: zum einen die Auswirkungen bei den pädagogischen Fachkräften und zum anderen die Auswirkungen bei den Kindern und Jugendlichen. Im Folgenden wird kurz auf die Möglichkeiten der Intervention eingegangen, wobei die Wirkebene bei den Kindern und Jugendlichen betont wird.
1. Förderung des Selbstverstehens: Es werden Erklärungsansätze für Verhaltensweisen und welche Prozesse bei Stress und Trauma im Kopf passieren geliefert.
2. Förderung der Körper- und Sinneswahrnehmung: Hierbei wird auf unterschiedliche Sinnesreize eingegangen. Zum Beispiel lernen die jungen Menschen, angenehme von unangenehmen Reizen zu unterscheiden.
3. Förderung der Emotionsregulation: Emotionsregulation wird verbessert durch Psychoedukation und direktes Erlernen.
4. Förderung der physischen und psychischen Widerstandsfähigkeit: In diesem Kontext werden Resilienz, Fähigkeiten, Stärken und Interessen gefördert.
5. Förderung der Selbstregulation: Es werden Notfallstrategien, Reorientierungsmethoden, Entspannungsmethoden vermittelt sowie Wissen und Verständnis von Flashbacks und Dissoziation.
6. Chancen zur sozialen Teilhabe: Es werden Angebote der aktiven Lebensgestaltung, des Rückzugs und Abgrenzung sowie Möglichkeiten der Partizipation geboten (z. B. Mitsprache).
7. Gruppenpädagogik: Im Gruppenalltag werden traumabezogene Aspekte der Gruppendynamik verständlich gemacht und ein zielgerichteter Umgang erlernt.
8. Bindungspädagogik: Hierfür werden Bindungserfahrungen erfasst sowie bindungsförderndes Verhalten und Stabilisierung.
9. Elternarbeit: Die Eltern und die gesamte Biographie der Kinder können in den Prozess miteingebunden werden.[2]

## Haltung des Pädagogen
Traumapädagogik baut auf eine wertschätzende und verständnisvolle Haltung der Pädagogen auf. Dabei fokussiert sich die Traumapädagogik auf die Ressourcen und die Resilienz der Kinder und Jugendlichen. Die Traumapädagogik postuliert, dass für eine solche Haltung das Wissen um Folgen von Traumatisierung und biographische Belastungen unabdingbar sind. Laut der BAG-TP beruht diese Haltung auf fünf Säulen:
1. Die Annahme des guten Grundes: Um Traumata zu überleben, entwickeln Kinder und Jugendliche bestimmte Verhaltensweisen. Diese Verhaltensweisen wirken sich des Öfteren belastend auf die Pädagogen und die anderen Gruppenteilnehmer aus. Durch die auftretende Belastung kann es passieren, dass die Würdigung und Wertschätzung eines Verhaltens als notwendige Überlebensstrategie verloren geht. Traumapädagogik versteht sich als Maßnahme, dieser Entwicklung/Haltung entgegenzuwirken.
2. Wertschätzung: Traumapädagogische Arbeit zielt auf die Schaffung eines sicheren Ortes ab, in dem die Kinder und Jugendlichen ein positives Selbstbild von sich entwickeln können. Selbstwertgefühl und Selbstbewusstsein der Kinder und Jugendlichen sollen durch die Wertschätzung der Traumapädagogen wachsen. Gleichzeitig sollen verzerrte Kognitionen und Einstellungen im Prozess der traumapädagogischen Arbeit korrigiert werden.
3. Partizipation: Um geringen Selbstwirksamkeitserwartungen und dem Gefühl von Kontrollverlust entgegenzuwirken, ist es wichtig, dass die Kinder und Jugendlichen aktiv an ihren Lebensbedingungen arbeiten. Das Erleben von Autonomie, Kompetenz und Zugehörigkeit dient als notwendige Motivation und muss von den Traumapädagogen vermittelt werden.
4. Transparenz: Es ist notwendig, dass die Kinder und Jugendlichen ein Gefühl von Berechenbarkeit und Transparenz vermittelt bekommen. Dies gilt vor allem in Bezug auf ihre eigenen Verhaltensweisen. Werden den Kindern keine Erklärungsansätze und Interpretationen ihres eigenen Verhaltens geboten, laufen diese Gefahr, sich selbst abzuwerten.
5. Spaß und Freude: Um Belastungen und Gefühlen wie Angst und Scham entgegenzuwirken, ist es unabdingbar, Spaß und Freude im Alltag zu schaffen. Vorhandene Ressourcen müssen gestärkt werden, neue entdeckt werden.[2]

## Anwendungsmöglichkeiten
Traumapädagogische Arbeit bietet sich vor allem für die stationäre Kinder- und Jugendhilfe an. Traumapädagogische Weiterbildung eignet sich besonders für Heilerziehungspfleger, Sozialarbeiter, Sozialpädagogen, Sozialbetreuer und die Führungskräfte von Sozialeinrichtungen. Außerdem können Therapeuten, Psychiater und Psychologen, die in diesem Feld arbeiten, auch davon profitieren.

## Wissenschaftliche Rezeption
Die Wirksamkeit der traumapädagogischen Arbeit wurde in verschiedenen Studien untersucht: Nach einer Schulung in Traumapädagogik weisen Fachkräfte nicht nur ein besseres theoretisches Fachwissen auf, sondern auch einen statistisch besseren Umgang mit Flashbacks, dem Erkennen von Triggern, sowie dem Erkennen von Bindungsbedürfnissen und -Problemen. Problematische Verhaltensweisen nehmen signifikant ab, was wiederum zu einer veränderten Haltung gegenüber den Kindern und Jugendlichen führt.
Laut Macsenaerae und Klein legen geschulte Fachkräfte viel Wert auf Selbstfürsorge und sorgen somit aktiv gegen ihre eigene Überlastung.
Schmid u. a. (2007) konnten zeigen, dass in Einrichtungen mit geschultem Personal Kinder und Jugendliche offener über Erlebnisse und Gefühle reden. Außerdem fühlen sich die jungen Menschen mehr respektiert und angenommen. Zwei Jahre nach Beginn der traumapädagogischen Weiterbildung zeigt sich auch eine Reduzierung der Symptomatik/Defizite bei den Jugendlichen.

## Qualifikation
2010 kam es zu einer Zusammenarbeit der BAG Traumapädagogik und der Deutschsprachigen Gesellschaft für Psychotraumatologie (DeGPT). Im Zuge dessen wurden die Standards zur Qualifikation für Traumapädagogik und Traumazentrierte Fachberatung festgelegt. 2011 folgten die Standards für eine traumapädagogische Praxis in der Kinder- und Jugendhilfe. Bezüglich der Rahmenbedingungen für die Zertifizierung der Weiterbildung liegt ein Entwurf der GPTG e. V. (DeGPT, BAGG-TP) vor. Laut diesem Entwurf sind die Zulassungsvoraussetzungen für eine Weiterbildung der Abschluss eines Hochschul- oder Fachhochschulstudiums in einer humanwissenschaftlichen Disziplin bzw. einer Berufsausbildung im psychosozialen Feld. Des Weiteren sind mindestens zwei Jahre Berufserfahrung nötig. Die GPTG vergibt ein eigenes Zertifikat, das bescheinigt, dass das jeweilige Institut ein Curriculum unter der verantwortlichen Leitung eines von der GPTG anerkannten Dozenten durchgeführt wird.

## Verbreitung
Mittlerweile wird die Notwendigkeit der Traumapädagogik anerkannt. Es gibt allein in Deutschland schon 26 anerkannte Ausbildungsinstitute für Traumapädagogik und Traumazentrierte Fachberatung.